# HD 38283
HD 38283は、地球からテーブルさん座の方向に約120光年離れた位置にある7等級の恒星である。

## 概要
| 太陽 | HD 38283  |
| ---- | --------- |
| 太陽 | Exoplanet |

HD 38283は太陽よりもやや大きなF型主系列星で、形成されてから68億年程度が経過している。一方、金属量は-0.24（太陽の約58%）と少ない。
2011年にアングロ・オーストラリアン惑星探査によって行われたドップラー分光法（視線速度法）による観測で、HD 38283を公転する太陽系外惑星HD 38283 bが発見された。HD 38283 bは潰れた楕円軌道をほぼ地球と同じ公転周期で公転しており、少なくとも木星の約3分の1の質量を持つ。
| 名称 （恒星に近い順） | 質量            | 軌道長半径 （天文単位） | 公転周期 (日) | 軌道離心率  | 軌道傾斜角 | 半径 |
| --------------------- | --------------- | ----------------------- | ------------- | ----------- | ---------- | ---- |
| b (Yanyan)            | ≥0.34 ± 0.02 MJ | 1.02 ± 0.07             | 363.2 ± 1.6   | 0.41 ± 0.06 | —          | —    |

## 名称
2019年、世界中の全ての国または地域に1つの系外惑星系を命名する機会を提供する「IAU100 Name ExoWorldsプロジェクト」において、HD 38283系はオーストラリアに割り当てられる惑星系となった。このプロジェクトは、「国際天文学連合100周年事業」の一環として計画されたイベントの1つで、オーストラリア国内での選考、国際天文学連合 (IAU) への提案を経て太陽系外惑星とその主星に固有名が承認されるものであった。2019年12月17日、IAUから最終結果が公表され、HD 38283はBubup、HD 38283 bはYanyanと命名された。いずれもオーストラリア、ビクトリア州のクリンネーションで使われるBoonwurrung語で家族の一員を指す言葉に由来しており、Bubupは「子供」、Yanyanは「少年」のことを指す言葉である。